# Fowler, Indiana
Fowler este o municipalitate de ordin doi, un târg și sediul comitatului Benton, statul Indiana, Statele Unite ale Americii.
Fowler este situat în Districtul civil Center (conform, Center Township), având 2.415 locuitori la data recensământului din anul 2000. Localitatea este parte a zonei metropolitane centrată în jurul orașului Lafayette, numită Lafayette Metropolitan Statistical Area.

## Personalități născute aici
- Burton Y. Berry (1901 - 1985), diplomat, fost ambasador al SUA în Regatul României.

1. ↑  2010 U.S. Gazetteer Files, accesat în 9 iulie 2020